# Retentiemiddel
Een retentiemiddel is een chemische stof die gebruikt wordt bij de productie van papier om de retentie te verbeteren. Het wordt in de vezelmassa toegevoegd om de vulstof, die meestal een slechts licht geladen oppervlakte heeft, in het papier te binden. Het verbetert bovendien de bindingen tussen de vezels. Het retentiemiddel is een polymeer met sterke kationische, positief geladen,  groepen. Een bijkomende eigenschap van een retentiemiddel is het versnellen van de ontwatering in de doekpartij van de papiermachine. Omdat papiermachines zo snel werken, moet het water in minder dan een seconde worden verwijderd. Een retentiemiddel helpt hierbij door de vezels in korte tijd dicht bij elkaar te brengen.
Een retentiemiddel werkt door:
- Ladingneutralisatie. De oppervlakte van een vezel en de meeste vulstoffen is negatief geladen, hierdoor stoten ze elkaar normaliter af. Omdat het retentiemiddel positief geladen is, zal deze de negatieve lading van de vezel/vulstof compenseren, zodat de vezels elkaar kunnen naderen
- Plaatselijke omlading. Het retentiemiddel is sterk positief geladen. Het zal bij een "reactie" met de vezel/vulstof, de vezel/vulstof plaatselijk positief omladen. De positieve lading zal een negatief geladen deeltje aantrekken, waardoor de vezels en vulstoffen elkaar sneller naderen.
- Brugvorming. Hierbij vormt de positieve lading van het retentiemiddel een brug tussen twee vezels of een vezel en een vulstofdeeltje, die beide negatief geladen zijn.

Polyethyleenimine, polyacrylamide zijn voorbeelden van chemicaliën die worden gebruikt. Vroeger werd ook papiermakersaluin (aluminiumsulfaat) als retentiemiddel ingezet.